# Euphrosyne Parepa-Rosa
Euphrosyne Parepa-Rosa, född 7 maj 1836 i Edinburgh, död 21 januari 1874 i London, var en brittisk operasångerska (sopran). 
Parepa, som var dotter till en valakisk bojar, debuterade vid 16 års ålder på Malta och beträdde därefter med framgång operascener i Italien, Madrid och Lissabon, där hon blev mycket uppburen. Från 1857 verkade hon i London som omtyckt sångerska såväl på scenen som i konsertsalen och kyrkan. Hon ingick 1867 äktenskap med den tyske violinisten Carl Rosa, som tillika var teaterimpressario i London och New York och uppträdde därefter även i USA.